# Kunstrijden op de Olympische Winterspelen 1956
Het kunstrijden is een van de sporten die beoefend werden tijdens de Olympische Winterspelen 1956 in Cortina d'Ampezzo, Italië. 

## Geschiedenis
Het was de negende keer dat het kunstrijden op het olympische programma stond. In 1908 en 1920 stond het op het programma van de Olympische Zomerspelen. De wedstrijden vonden plaats van 29 januari tot en met 3 februari.
In totaal namen 59 deelnemers (27 mannen en 32 vrouwen) uit vijftien landen deel aan deze editie. Het paar Marianna Nagy / László Nagy waren de enige deelnemers die voor de derde keer deelnamen. De goudenmedaillewinnaar bij de mannen Hayes Alan Jenkins alsmede Alain Giletti, François Pache, Per Cock-Clausen, de goudenmedaillewinnaar bij de vrouwen Tenley Albright en de beide paren die de gouden en zilveren medaille wonnen Sissy Schwarz / Kurt Oppelt en Frances Dafoe / Norris Bowden namen allen voor de tweede keer deel.
De Amerikaanse Tenley Albright veroverde na haar zilveren medaille in 1952 nu de gouden medaille. Bij de paren veroverde het paar Nagy / Nagy net als in 1952 de bronzen medaille.
Eindrangschikking
Elk van de negen juryleden (elf bij de vrouwen) rangschikte de deelnemer van plaats 1 tot en met de laatste plaats. Deze plaatsing geschiedde op basis van het toegekende puntentotaal door het jurylid gegeven. (Deze puntenverdeling was weer gebaseerd op 60% van de verplichte kür, 40% van de vrije kür bij de solo disciplines). De uiteindelijke rangschikking geschiedde bij een absolute meerderheidsplaatsing. Dus, wanneer een deelnemer als enige bij meerderheid als eerste was gerangschikt, kreeg hij de eerste plaats toebedeeld. Vervolgens werd voor elke volgende positie deze procedure herhaald, waarbij het aantal plaatsingen voor die positie werd bepaald door het aantal keren dat diezelfde positie of hogere positie werd behaald (dus, voor plaats 2 telden alle top 2 plaatsen, voor plaats 3 alle top 3 plaatsen, enz.). Wanneer geen meerderheidsplaatsing kon worden bepaald, dan volgde de procedure voor de volgende plaats tot een meerderheidsplaatsing was bereikt. Bij een gelijk aantal meerderheidsplaatsingen waren beslissende factoren: 1) laagste som van plaatsingcijfers van alle juryleden, 2) totaal behaalde punten, 3) punten behaald in de verplichte kür.

## Mannen
Op 29 januari (verplichte kür) en 1 februari (vrije kür) streden zestien mannen uit elf landen om de medailles.
r/m = rangschikking bij meerderheid, pc/9 = som plaatsingcijfers van alle negen juryleden (vet = beslissingsfactor)
| rang   | sporter(s)         | land | r/m                               | pc/9  | punten  |
| ------ | ------------------ | ---- | --------------------------------- | ----- | ------- |
| Goud   | Hayes Alan Jenkins | USA  | 6x1 (3-1-1-1-2-2-1-1-1)           | 13,0  | 1497,95 |
| Zilver | Ronnie Robertson   | USA  | 8x2 (1-2-2-2-1-1-3-2-2)           | 16,0  | 1492,15 |
| Brons  | David Jenkins      | USA  | 7x3 (2-3-4-3-3-4-2-3-3)           | 27,0  | 1465,41 |
| 4      | Alain Giletti      | FRA  | 6x4 (4-5-3-5-4-3-5-4-4)           | 37,0  | 1436,75 |
| 5      | Karol Divín        | TCH  | 5x5 (7-4-5-4-5,5-5-6-8-5)         | 49,5  | 1388,26 |
| 6      | Michael Booker     | GBR  | 7x6 (5-6-8-6-5,5-7-4-6-6)         | 53,5  | 1388,38 |
| 7      | Norbert Felsinger  | AUT  | 5x7 (9-7-7-7-9-10-8-7-7)          | 71,0  | 1355,01 |
| 8      | Charles Snelling   | CAN  | 6x8 (8-9-6-9-8-6-7-5-9)           | 67,0  | 1353,80 |
| 9      | Alain Calmat       | FRA  | 7x9 (6-10-9-10-7-9-9-9-8)         | 77,0  | 1335,19 |
| 10     | Tilo Gutzeit       | GER  | 5x10 (12-8-10-8-11-8-12-10-11)    | 90,0  | 1269,80 |
| 11     | François Pache     | SUI  | 9x11 (10-11-11-11-10-11-10-11-10) | 95,0  | 1254,20 |
| 12     | Hans Müller        | SUI  | 6x12 (13-12-12-13-12-12-14-12-12) | 112,0 | 1217,52 |
| 13     | Allan Ganter       | AUS  | 8x13 (11-15-13-12-13-13-11-13-13) | 114,0 | 1191,72 |
| 14     | Darío Villalba     | ESP  | 7x14 (14-13-14-14-16-14-13-16-14) | 128,0 | 1145,70 |
| 15     | Kalle Tuulos       | FIN  | 6x15 (16-14-15-15-15-16-15-15-16) | 137,0 | 1120,58 |
| 16     | Charles Keeble     | AUS  | - (15-16-16-16-14-15-16-14-15)    | 137,0 | 1115,39 |

## Vrouwen
Op 30 januari (verplichte kür) en 2 februari (vrije kür) streden 21 vrouwen uit elf landen om de medailles.
r/m = rangschikking bij meerderheid, pc/11 = som plaatsingcijfers van alle elf juryleden (vet = beslissingsfactor)
| rang   | sporter(s)        | land | r/m                                        | pc/11 | punten  |
| ------ | ----------------- | ---- | ------------------------------------------ | ----- | ------- |
| Goud   | Tenley Albright   | USA  | 10x1 (1-1-1-1-1-1-1-1-1-2-1)               | 12,0  | 1866,39 |
| Zilver | Carol Heiss       | USA  | 11x2 (2-2-2-2-2-2-2-2-2-1-2)               | 21,0  | 1848,24 |
| Brons  | Ingrid Wendl      | AUT  | 9x3 (8-3-4-3-3-3-3-3-3-3-3-3)              | 39,0  | 1753,91 |
| 4      | Yvonne Sugden     | GBR  | 6x4 (3-5-8-4-4-7-4-4-4-5-5)                | 53,0  | 1722,83 |
| 5      | Hanna Eigel       | AUT  | 9x5 (4-4-6-5-6-4-5-5-5-4-4)                | 52,0  | 1728,67 |
| 6      | Carol Pachl       | CAN  | 6x6 (5-7-3-6-5-10-8-9-8-6-6)               | 73,0  | 1702,23 |
| 7      | Hanna Walter      | AUT  | 6x7 (6-6-7-7-10-8,5-6-8-7-9-9)             | 83,5  | 1692,81 |
| 8      | Catherine Machado | USA  | 7x8 (10-8-5-9-8-8,5-7-10-6-7-8)            | 86,5  | 1688,29 |
| 9      | Ann Johnston      | CAN  | 8x9 (9-11-9-8-9-6-10-7-10-8-7)             | 94,0  | 1678,20 |
| 10     | Rose Pettinger    | EUA  | 7x10 (7-9-10-10-11-5-11-6-11-10-11)        | 101,0 | 1672,49 |
| 11     | Erica Batchelor   | GBR  | 8x11 (13-10-11-11-7-12-9-11-9-11-12)       | 116,0 | 1646,40 |
| 12     | Sjoukje Dijkstra  | NED  | 10x13 (12-12-13-12-13-11-13-16-13-12-13)   | 140,0 | 1603,80 |
| 13     | Joan Haanappel    | NED  | 10x14 (14-13,5-12-14-16-14-14-13-12-12-10) | 145,5 | 1604,36 |
| 14     | Diana Carol Peach | GBR  | 7x14 (11-15-14-13-12-15-12-12-14-15-18)    | 151,0 | 1592,32 |
| 15     | Fiorella Negro    | ITA  | 7x15 (18-13,5-16-15-14-16-15-14-18-14-15)  | 168,5 | 1565,49 |
| 16     | Karin Borner      | SUI  | 8x16 (15-17-15-17-17-13-16-15-16-16-14)    | 171,0 | 1558,69 |
| 17     | Maryvonne Huet    | FRA  | 6x17 (19-16-17-16-15-17-20-18-21-18-17)    | 194,0 | 1521,34 |
| 18     | Alice Fischer     | SUI  | 6x18 (17-18-18-18-19-20-17-21-19-20-16)    | 203,0 | 1514,61 |
| 19     | Alice Lundström   | SWE  | 7x19 (16-20-19-21-21-19-19-19-15-17-20)    | 206,0 | 1499,84 |
| 20     | Jindra Kramperová | TCH  | 7x19 (20-19-20-19-18-18-18-20-17-21-19)    | 203,0 | 1503,37 |
| 21     | Manuela Angeli    | ITA  | - (21-21-21-20-20-21-21-17-20-19-21)       | 222,0 | 1468,68 |

## Paren
Op 3 februari (vrije kür) streden elf paren uit zes landen om de medailles.
r/m = rangschikking bij meerderheid, pc/9 = som plaatsingcijfers van alle negen juryleden (vet = beslissingsfactor)
| rang   | sporter(s)                        | land | r/m                            | pc/9 | punten |
| ------ | --------------------------------- | ---- | ------------------------------ | ---- | ------ |
| Goud   | Sissy Schwarz / Kurt Oppelt       | AUT  | 9x2 (1-1-2-1-1-2-2-2-2)        | 14,0 | 101,8  |
| Zilver | Frances Dafoe / Norris Bowden     | CAN  | 7x2 (2-2-1-2-3-1-1-3-1)        | 16,0 | 101,9  |
| Brons  | Marianna Nagy / László Nagy       | HUN  | 5x3 (5-3-6-3-4-4-3-1-3)        | 32,0 | 99,3   |
| 4      | Marika Kilius / Franz Ningel      | EUA  | 5x4 (3,5-4,5-4,5-5-2-3-4-5-4)  | 35,5 | 98,9   |
| 5      | Carole Ormaca / Robin Greiner     | USA  | 5x5 (3,5-7-4,5-8-8-5-5-10-5)   | 56,0 | 96,4   |
| 6      | Barbara Wagner / Robert Paul      | CAN  | 5x6 (8-8,5-3-7-5,5-6-6,5-4-6)  | 54,5 | 96,6   |
| 7      | Lucille Ash / Sully Kothman       | USA  | 8x7 (7-6-9-5-5,5-7-6,5-6,5-7)  | 59,5 | 95,7   |
| 8      | Věra Suchánková / Zdeněk Doležal  | TCH  | 6x8 (10-4,5-7-5-7-9-10-8-8)    | 68,5 | 94,8   |
| 9      | Elisabeth Ellend / Konrad Lienert | AUT  | 8x9 (9-8,5-8-9-9-10-8-6,5-9)   | 77,0 | 93,5   |
| 10     | Joyce Coates / Anthony Holles     | GBR  | 7x10 (11-10-11-10-10-8-9-9-10) | 88,0 | 90,0   |
| 11     | Carolyn Krau / Rodney Ward        | GBR  | - (6-11-10-11-11-11-11-11-11)  | 93,0 | 88,8   |

## Medaillespiegel
| rang | land             | Goud | Zilver | Brons | totaal |
| ---- | ---------------- | ---- | ------ | ----- | ------ |
| 1    | Verenigde Staten | 2    | 2      | 1     | 5      |
| 2    | Oostenrijk       | 1    | 0      | 1     | 2      |
| 3    | Canada           | 0    | 1      | 0     | 1      |
| 4    | Hongarije        | 0    | 0      | 1     | 1      |
|      |                  | 3    | 3      | 3     | 9      |

Londen 1908 · 
Antwerpen 1920 · 
Chamonix 1924 · 
St. Moritz 1928 · 
Lake Placid 1932 · 
Garmisch-Partenkirchen 1936 · 
St. Moritz 1948 · 
Oslo 1952 · 
Cortina d'Ampezzo 1956 · 
Squaw Valley 1960 · 
Innsbruck 1964 · 
Grenoble 1968 · 
Sapporo 1972 · 
Innsbruck 1976 · 
Lake Placid 1980 · 
Sarajevo 1984 · 
Calgary 1988 · 
Albertville 1992 · 
Lillehammer 1994 · 
Nagano 1998 · 
Salt Lake City 2002 · 
Turijn 2006 · 
Vancouver 2010 · 
Sotsji 2014 · 
Pyeongchang 2018 · 
Peking 2022
Olympische medaillewinnaars
Alpineskiën · Bobsleeën · Kunstrijden · Langlaufen · Noordse combinatie · Schaatsen · Schansspringen · IJshockey